# Stephen W. Kearny
Stephen Watts Kearny (/kɑːrni/, v některých historických pramenech Kearney, 30. srpna 1794 Newark – 31. října 1848 St. Louis) byl jedním z nejvýznamnějších hraničářských důstojníků armády Spojených států před občanskou válkou. Nejvýznamněji zasáhl do mexicko-americké války, během níž přispěl k dobytí Kalifornie. Kearnyho zákoník, vyhlášený 22. září 1846 v Santa Fe, ustanovil právní řád a vládu v nově získaném území Nového Mexika. Jeho synovcem byl generálmajor Philip Kearny aktivní během americké občanské války.

## Raná léta
Kearny se narodil v Newarku v New Jersey jako syn Philipa Kearnyho seniora a Susanny Wattsové. Jeho mateřskými prarodiči byli bohatý obchodník Robert Watts z New Yorku a Mary Alexander, dcera generálmajora "Lorda Stirlinga" Williama Alexandera a Sarah "Lady Stirling" Livingstonové známých z americké války za nezávislost. Stephen Watts Kearny chodil na veřejné školy. Po střední škole studoval dva roky na Kolumbijské universitě v New Yorku. V roce 1812 vstoupil do newyorské milice jako praporčík. 

## Manželství a rodina
Na konci 20. let 19. století, na začátku své vojenské kariéry, se Kearny oženil s Mary Radfordovou, nevlastní dcerou Williama Clarka z Lewisovy a Clarkovy expedice. Měli spolu jedenáct dětí, z nichž šest zemřelo v dětství. Jeho synovcem byl Philip Kearny, který se stal generálem v americké občanské válce a zahynul v bitvě u Chantilly.

## Kariéra
V roce 1812 byl Kearny jmenován prvním poručíkem 13. pěšího pluku americké armády v britsko-americké válce. Dne 13. října 1812 bojoval v Queenston Heights, kde byl zraněn a zajat. Několik měsíců strávil v zajetí, než byl propuštěn. Dne 1. dubna 1813 byl povýšen na kapitána. Po válce se rozhodl zůstat v americké armádě (postupně byl povýšen na čestného majora v 1823; v roce 1829 na majora a v roce 1833 na podplukovníka). Byl přidělen na západní hranici pod vedením gen. Henryho Atkinsona a v roce 1819 byl členem expedice, která měla prozkoumat řeku Yellowstone v dnešní Montaně a Wyomingu. Expedice doputovala pouze do dnešní Nebrasky, kde založila vojenské městečko Missouri, později přejmenované na Fort Atkinson. Kearny se zúčastnil i výpravy, která v roce 1825 dosáhla ústí řeky Yellowstone. Během těchto cest si psal podrobné deníky, v nichž zachytil i četná setkání s domorodými Američany.
V roce 1826 byl Kearny jmenován vrchním velitelem nových Jeffersonových kasáren v Missouri jižně od St. Louis (první americké vojenské základně na pravém břehu řeky Mississippi). Často pobýval ve nedaleké městě, centru obchodu s kožešinami, ekonomiky a politiky regionu.
V roce 1833 byl Kearny jmenován druhým velitelem nově organizovaného 1. dragounského pluku (od roku 1861 1. kavalérie), což mu vysloužilo přezdívku „otec americké kavalérie“. Pluk byl v dnešním Kansasu umístěn ve Fort Leavenworth a Kearny byl v roce 1836 povýšen do hodnosti plukovníka. Rovněž byl velitelem 3. armádního oddělení, pověřeného ochranou hranic a udržováním míru mezi kmeny domorodých Američanů na Velké pláni.
Když začali ve 40. letech američtí osadníci cestovat po Oregonské stezce, Kearny často pověřil své muže jako doprovod cestovatelů přes planiny, aby se vyhnuli útokům domorodých Američanů. Praxe ozbrojeného doprovodu osadnických dostavníků a vlaků se v následujících desetiletích stala oficiální vládní politikou. Aby chránil cestovatele, vytvořil Kearny novou základnu poblíž dnešního Nebraska City. Základna byla pojmenována Fort Kearny. Armáda si však uvědomila, že místo nebylo vybráno nejvhodněji a základna byla přesunuta do současného umístění na řece Platte ve střední Nebrasce.
V květnu 1845 Kearny vypochodoval se svými dragouny čítajícími 15 důstojníků a 250 mužů ve dvojstupu z bran Fort Leavenworth na téměř čtyřměsíční průzkum do Skalistých hor a k Jižnímu průsmyku, „bráně do Oregonu“. Dragouni cestovali lehce a rychle, přepravovali 17 zásobovacích vozů, 50 ovcí a 25 kusů hovězího dobytka. Ušli tak téměř 30 kilometrů denně a když za čtyři týdny dorazili do Fort Laramie, měli za sebou 600 mil (více než 950 km). O necelé dva týdny později se Kearny a jeho vojáci dostali k Jižnímu průsmyku, kde se obrátili na cestu zpět. Pochodovali podél Skalistých hor, kolem pozdějšího umístění města Denveru v Coloradu, poté kolem pevnosti Bent‘s Fort na stezku do Santa Fe. Když dorazili zpět do Fort Leavenworth 24. srpna 1845 provedli úspěšný průzkum 2000 mil (přes 3200 km) za 99 dní. “Pochod 1. dragounského pluku byl opravdu vynikajícím příkladem mobility kavaleristů.”

### Mexicko-americká válka (1846–1848)

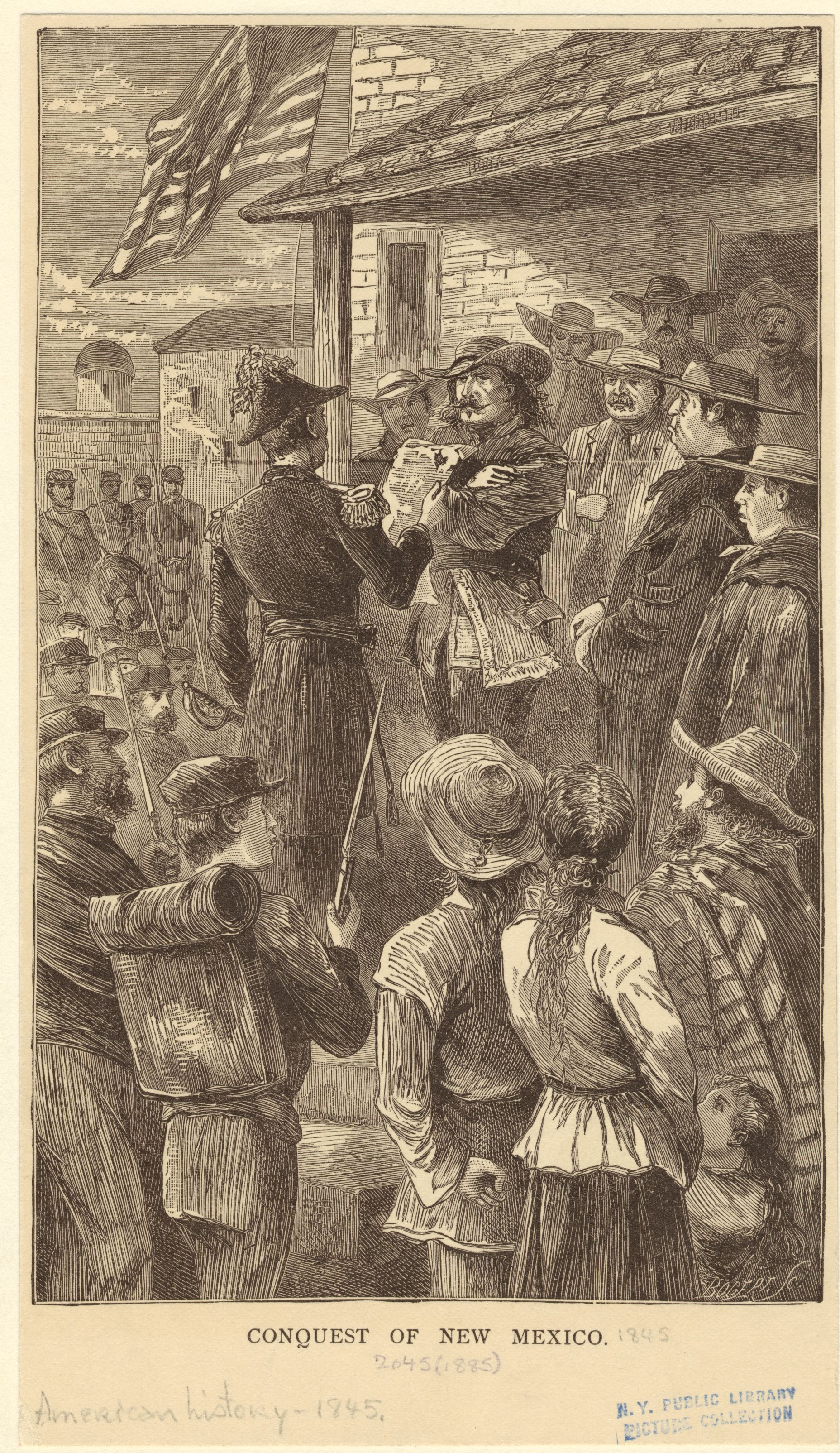
Gen. Kearny prohlašuje Nové Mexiko za součást Spojených států, 15. srpna 1846 na Plaza v Las Vegas, Nové Mexiko.

Dne 30. června 1846, na začátku mexicko-americké války byl Kearny povýšen na brigádního generála a přivedl do Santa Fe v Novém Mexiku vojsko o 2 500 mužích. Mexické vojenské síly v Novém Mexiku ustoupily bez boje do Mexika a Kearnyho síly snadno převzaly kontrolu nad Novým Mexikem.
Kearny založil společnou civilní a vojenskou vládu a ustanovil Charlesa Benta, prominentního obchodníka žijícího v Taosu v Novém Mexiku úřadujícím civilním guvernérem. Nové Mexiko bylo tehdy státem s demokraticky ustavenou vládou, kterou Kearny svrhl a na její místo podle Kearnyho kódu nainstaloval vojenskou diktaturu. O rok později, v roce 1847, podali tři muži návrh na obnovení státnosti Nového Mexika a jeho přijetí do americké unie: Zachary Taylor, Abraham Lincoln a Kearnyho soupeř John Charles Frémont. Toto úsilí však blokovali stoupenci otrokářství a sám Kearny, kteří chtěli, aby Nové Mexiko vstoupilo do Unie jako otrokářský stát, a kteří dokonce uvažovali o zotročení místních obyvatel. Nová mexická státnost a samospráva byla obnovena až v roce 1912. To vysvětluje, proč jsou Taylor, Lincoln a Frémont dnes v Novém Mexiku vnímáni pozitivně, zatímco vzpomínka na Kearnyho a jeho převzetí moci v Santa Fe jsou opovrhovány.

#### Kalifornie
Kearny se velmi brzy po převzetí vlády nad Novým Mexikem, 25. září 1846, vydal na výpravu do Kalifornie s jednotkou čítající 300 mužů. Na cestě narazil na Kita Carsona, zvěda kalifornského praporu Johna C. Frémonta, který přinášel zpět do Washingtonu zprávy o vojenských poměrech v Kalifornii. Kearny se dozvěděl, že Kalifornie byla v době Carsonových posledních informací pod kontrolou amerických námořních sil Roberta F. Stocktona a kalifornského praporu. Kearny požádal Carsona, aby ho dovedl zpět do Kalifornie a poslal Carsonovy zprávy na východ s jiným kurýrem. Kearny poslal 200 dragounů zpět do Santa Fe, protože věřil, že Kalifornie je již bezpečná. Po 2000 mil byli koně stovky jeho dragounů nahrazeny netrénovanými mezky zakoupenými od pastevce, který je vedl z Kalifornie do Santa Fe. Na cestě přes Koloradskou poušť do San Diega se Kearny setkal s námořním majorem Archibaldem H. Gillespieem a asi 30 muži se zprávou o probíhající revoltě v Los Angeles.
Dne 6. prosince 1846 se Kearnyho dragouni setkali s Andrésem Picoem (bratrem guvernéra mexické Californie) se zhruba 150 jezdci. S většinou svých mužů na unavených nevycvičených mezcích provedl Kearny nekoordinovaný útok na Picoovu jízdu. Prach ve většině jejich pistolí však zvlhnul natolik, že nedokázali vystřelit. Mexičtí jezdci na vycvičených koních Kearnyho jednotku porazili, asi 18 mužů bylo zabito, zbylí jezdci ustoupili na vrchol kopce, aby vysušili svůj prách a ošetřili zraněné, stále v obklíčení. Kearny byl při tomto střetu, bitvě u San Pasqualu, lehce zraněn. Kit Carson si prorazil cestu mexickými silami a vrátil se do San Diega. Komodor Stockton poslal svou námořní pěchotu, aby ulevil Kearnyho jednotce. Americké síly pak rychle vyhnaly Mexičany. V lednu 1847 kombinované vojsko asi o 600 mužích sestávajících z Kearnyho dragounů, Stocktonových mariňáků a námořníků a dvou jednotek Frémontova kalifornského praporu zvítězilo v bitvách u San Gabriel a La Mesa a 10. ledna 1847 znovu získala kontrolu nad Los Angeles. Mexické síly v Kalifornii kapitulovaly 13. ledna. Smlouva z Cahuengy ukončila boje mexicko-americké války v Horní Kalifornii.
Jako armádní důstojník Kearny prohlásil, že přebírá vojenskou moc nad Kalifornií na konci vojenského konfliktu, přestože Kalifornie byla fakticky pod kontrolou komodora Stocktona. Tím začalo nešťastné soupeření. Stockton a Kearny měli srovnatelnou hodnost (jedna hvězda) a ministerstvo války bohužel nezasáhlo v ničí prospěch. Stockton se chopil smlouvy o kapitulaci a jmenoval Frémonta vojenským guvernérem Kalifornie.
Na jaře 1847 dorazila z New Yorku do San Francisca na čtyřech lodích posádka 648 mužů, kteří měli pomoci s obsazením Kalifornie vojenskou mocí. Jednotky byly poté rozmístěny v celé horní (Alta) a dolní (Baja) Kalifornii od San Francisca k La Paz v Mexiku. Tyto jednotky nakonec umožnily Kearnymu převzít velení Kalifornie.
Se všemi těmito posilami Kearny převzal velení, jmenoval svého územního vojenského guvernéra, nařídil Frémontovi, aby rezignoval a doprovázel ho zpět do Fort Leavenworth v Kansasu, kde byl Frémont válečným soudem degradován a po opuštění armády se nakonec usadil v Kalifornii na úpatí pohoří Sierra Nevada poblíž Yosemite, kde bylo později objeveno zlato. Frémont byl později zvolen jedním z prvních amerických senátorů z Kalifornie a byl prvním prezidentským kandidátem nové republikánské strany v roce 1856.

### Vláda v Kalifornii a poslední roky
Kearny zůstal vojenským guvernérem Kalifornie až do 31. května 1848, kdy vyrazil přes Kalifornskou stezku do Washingtonu, D.C., kde byl vítán jako hrdina. Byl jmenován guvernérem Veracruzu a později Mexico City a získal hodnost čestného generálmajora.
Po nakažení žlutou zimnicí ve Veracruzu se Kearny musel vrátit do St. Louis, kde v říjnu 1848 ve věku 54 let zemřel. Byl pohřben na Bellefontainském hřbitově v St. Louis (nyní národní kulturní památka).

## Odkaz
Historik Allan Nevins uvádí, že Kearny:
byl přísný temperamentní voják, který si vytvořil pár přátel a mnoho nepřátel – právem byl nejuznávanějším historikem své doby, Justinem H. Smithem, charakterizován jako „chamtivý, žárlivý, panovačný a krutý“. Měl tyto rysy, jeho pýcha byla zasažena porážkou v San Pasqualu, a poté ještě dychtivěji prosazoval svou autoritu... 
Po Kearnym jsou pojmenována dvě sídla: Kearny, Arizona a Kearney, Nebraska a mnoho dalších lokalit, budov a škol.
Herec Robert Anderson (1920–1996) hrál roli generála Kearnyho v epizodě The Firebrand westernového televizního seriálu Death Valley Days z roku 1966. Epizoda se odehrává v roce 1848 v Kalifornii a vystihuje napětí mezi odcházející mexickou vládou a nadcházejícím americkým guvernérem.

## Další čtení
- Clarke, Dwight L.: Stephen Watts Kearny: Voják Západu (1962).
- Fleek, Sherman L. "Kearny / Stockton / Frémont Feud: Nejvýznamnější příspěvek Mormonského praporu v Kalifornii." Journal of Mormon History 37.3 (2011): 229–257. online
- Franklin, William B., poručík: (1979) Pochod k Jižnímu průsmyku: Deník poručíka Williama B. Franklina z Kearnyho Expedice z roku 1845. Editoval a představil Frank N. Schubert; Engineer Historical Studies, číslo 1; EP 870–1–2. Historické oddělení, Kancelář správních služeb, Kancelář vedoucího inženýrů.
- Fredriksen, John C.: „Kearny, Stephen Watts (30. srpna 1794–31. října 1848)“ American National Biography (1999) online